# Station Handen
Handen is een station van het stadsgewestelijk spoorwegnet van Stockholm in de gemeente Haninge aan de Nynäsbanan. 

## Geschiedenis

### Nynäsbanan
Het oorspronkelijke station lag een paar honderd meter noordelijker en werd samen met de lijn zelf geopend. Het werd aanvankelijk Österhaninge genoemd naar de plaatselijke parochie Österhaninge. In kader van de bouw van het station werd ook een postkantoor opgetrokken. Om verwarring met het postkantoor bij de kerk te voorkomen kregen zowel het station als het nieuwe postkantoor in 1913 de naam Handen. De bevolking rond het station was niet ingenomen met de naamswijziging omdat Handen verwees naar een kleine boerderij en bovendien een restaurant met een slechte reputatie. Voorstellen om de naam van een grotere boerderij in de buurt, Täckåker, te gebruiken haalden het echter niet. Het station beschikte over een kleine locomotiefloods.

### Pendeltåg
In 1967 werd het voorstadsverkeer van Stockholm ondergebracht bij Storstockholms Lokaltrafik wat aanleiding was voor ingrijpende wijzigingen rond het spoor. Iets ten zuiden van de oorspronkelijke locatie werd een compleet nieuw station met bijbehorend busstation gebouwd dat op 1 april 1973 werd geopend. Het vrachtverkeer werd geheel verplaatst naar Jordbro. 
Op initiatief van de gemeente werd de stationsnaam in 1989 veranderd in Haninge centrum, wat tot enige verwarring leidde. Het winkelcentrum met dezelfde naam ligt niet direct naast het station en het busstation gebruikte nog steeds de naam Handen terminal. 
Het station kreeg de oude naam Handen terug met ingang van de zomerdienstregeling in 2006. Het station heeft met 320 meter het langste perron op het netwerk van SL, op de langeafstandstreinsporen na. Het perron is extra lang om de twee loopbruggen, waarvan de locatie wordt bepaald door de gebouwen langs het spoor, met het perron verbinden.

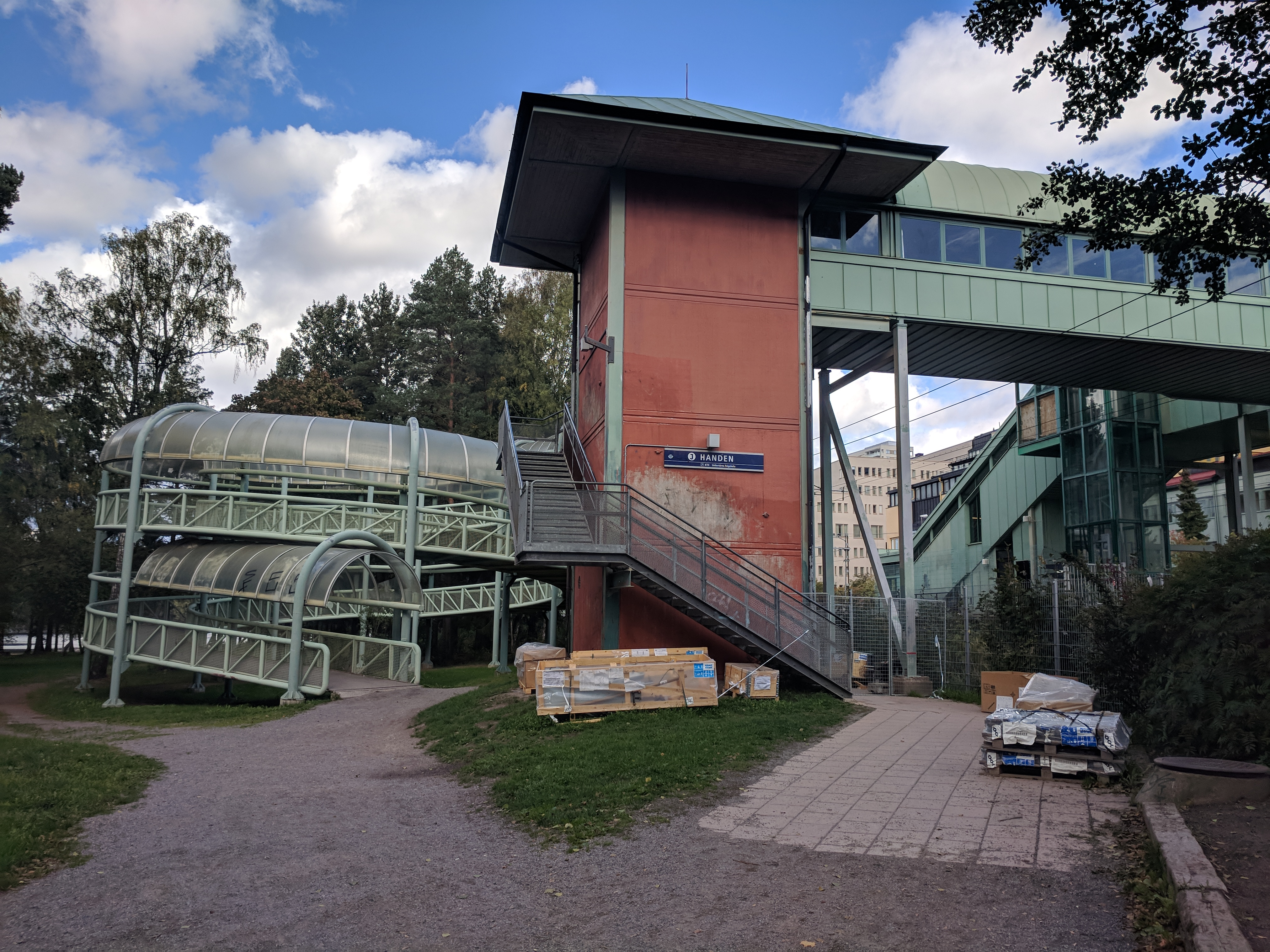
De zuidelijke ingang.
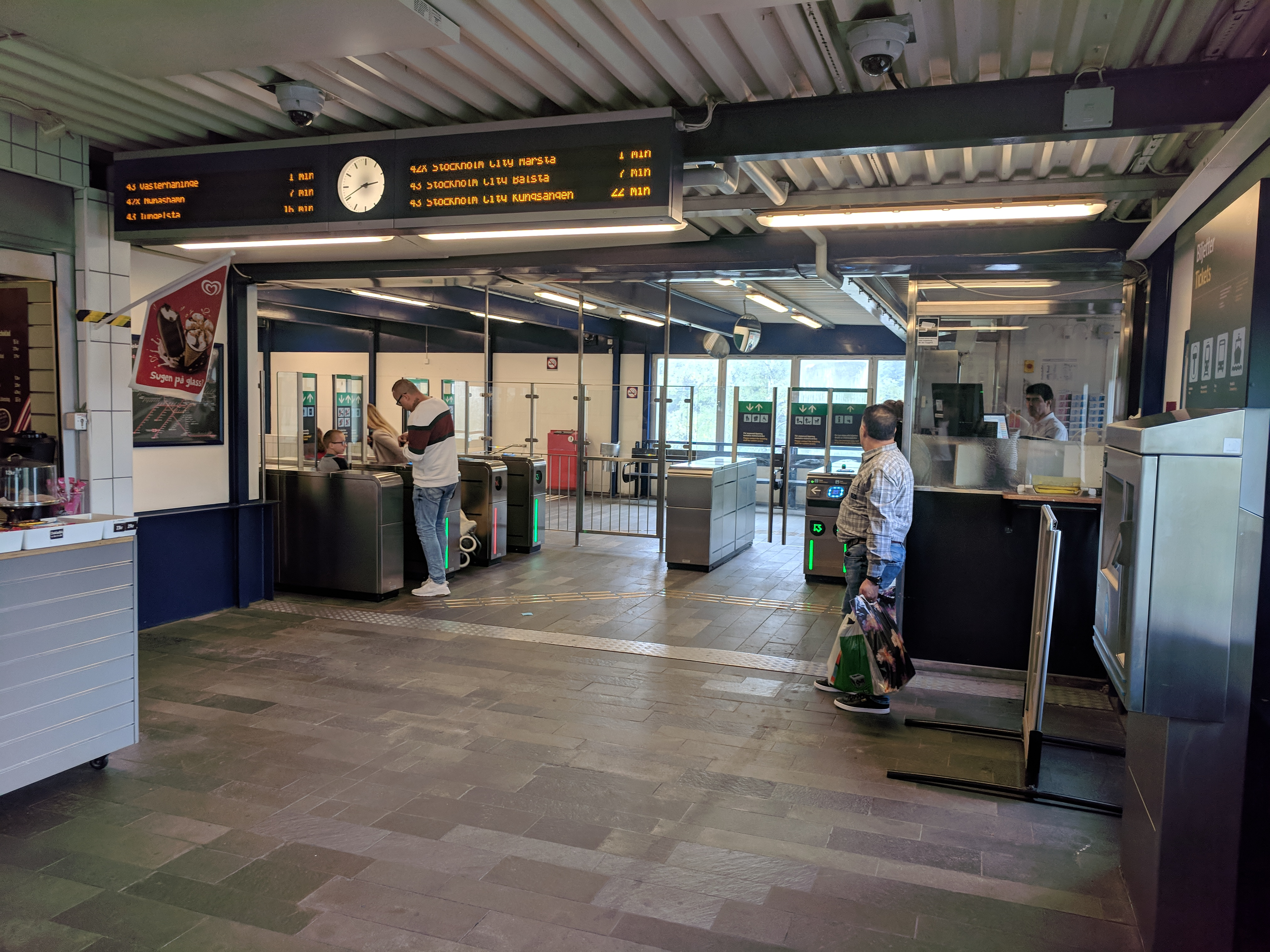
De stationshal aan het noordeinde van het perron.
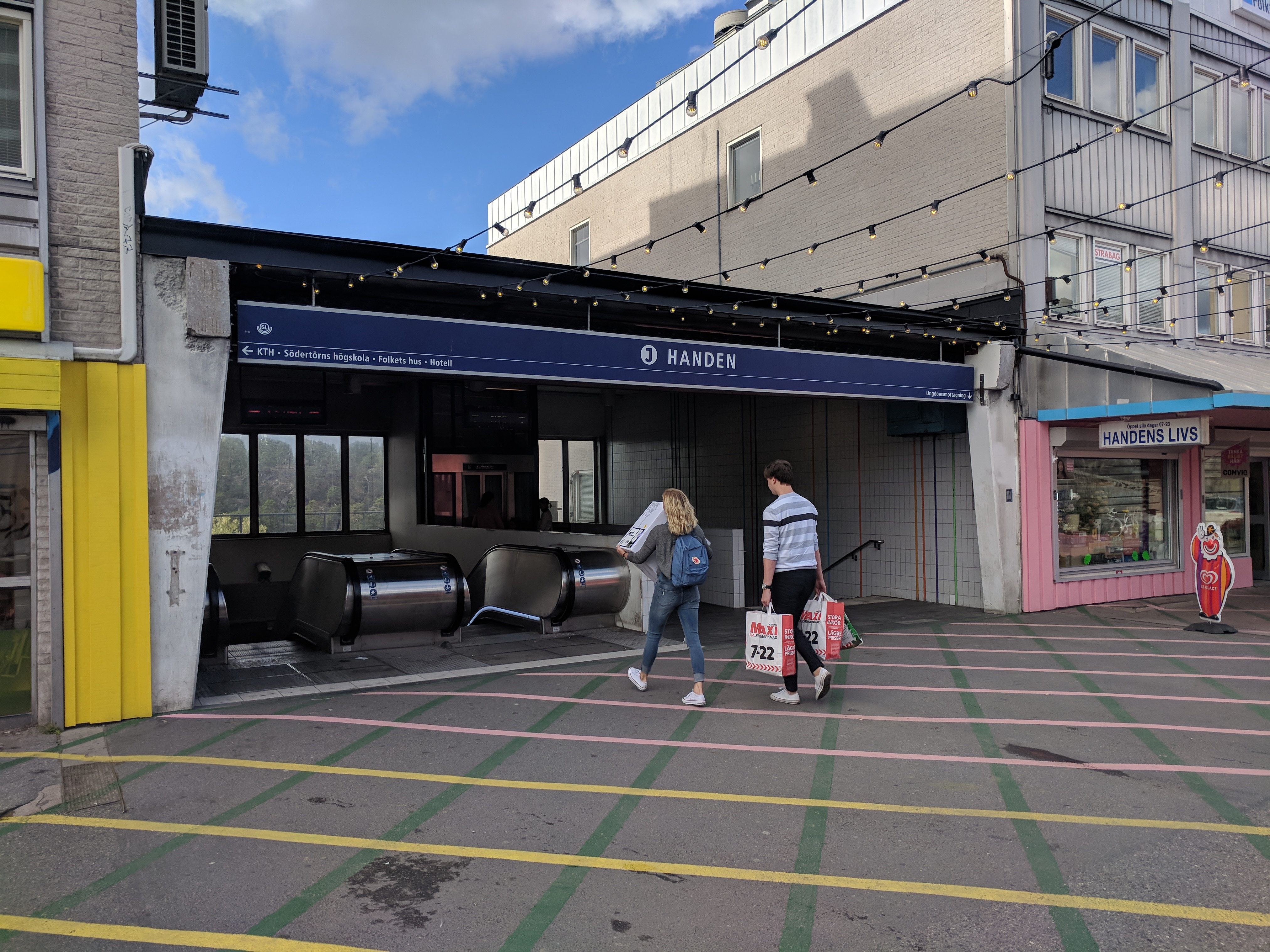
De noordelijke ingang.

## Reizigersverkeer
Voordat de voorstadstreinen werden ingezet werd Handen deels bediend door motorwagens en deels door de busdiensten van BBS tussen Stockholm en Södertörn. Deze busdienst deed verschillende haltes in Södertörn aan en reed in de meeste gevallen naar de BSS-terminal op Ringvägen / Götgatan op Södermalm in Stockholm. Het eilandperron is toegankelijk via een loopbrug aan de zuidkant en de stationshal aan de noordkant. De stationshal is met een loopbrug verbonden met het winkelcentrum dat 1 niveau hoger ligt en daarom met roltrappen en liften met de noordelijke ingang is verbonden. Het busstation ligt onder de gebouwen aan de oostkant van de winkelstraat tegen over de noordelijke ingang en is een belangrijk overstappunt voor het OV in Haninge. Het station kende in 2015 ongeveer 7.500 instappers op een normale doordeweekse dag tijdens de wintermaanden. Het totaal aantal reizigers van het hele knooppunt ligt rond de 13.400 per dag.